# 112 Batalion Remontowy
112 batalion remontowy „Ziemi Ryńskiej” (112 brem) – jednostka wchodzącą w skład 1 Pomorskiej Brygady Logistycznej, dyslokowany w Giżycku.

## Zadania
- 112. batalion remontowy przeznaczony jest do realizacji zadań wsparcia logistycznego Polskich Kontyngentów Wojskowych wydzielonych poza granicami kraju oraz wykonywania zadań obsługowo – remontowych dla jednostek i instytucji wojskowych w rejonie odpowiedzialności 1 RBlog;
- realizacja planowanych remontów konserwacyjnych czołgów i BWP;
- realizacja remontów bieżących i obsług okresowych sprzętu kołowego, uzbrojenia, urządzeń łączności oraz usług metrologicznych przyrządów pomiarowych.

## Tradycje
- decyzją nr 342/MON Ministra Obrony Narodowej z 7 września 2006 zatwierdzono wzór odznaki pamiątkowej jednostki[1].
- decyzją nr 279/MON Ministra Obrony Narodowej z 8 października 2013 roku wprowadzono oznaki rozpoznawcze batalionu[4].
- decyzją nr 450/MON Ministra Obrony Narodowej z 17 listopada 2014 roku 112. Batalion Remontowy przyjmuje nazwę wyróżniającą „Ziemi Ryńskiej”[2].
- decyzją nr 12/MON Ministra Obrony Narodowej z 15 stycznia 2015 roku wprowadzono proporczyk na beret[5].
- decyzją nr 10/MON Ministra Obrony Narodowej z 12 stycznia 2017 ustanowiono Święto 112. batalionu remontowego Ziemi Ryńskiej w dniu 4 października[3].

## Insygnia

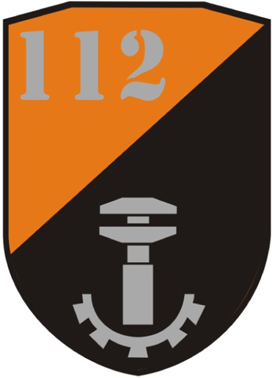
Oznaka rozpoznawcza na mundur wyjściowy
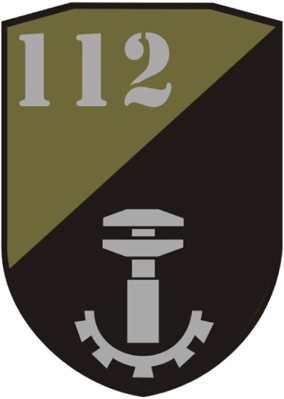
Oznaka rozpoznawcza na mundur polowy
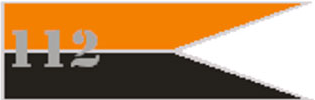
Proporczyk na beret

## Dowódcy
- ppłk Jan Sraga (? – 2007)
- ppłk Janusz Czarnecki (2007 – 15 grudnia 2015)
- ppłk Wojciech Kotschy (15 grudnia 2015 – 27 lutego 2018)
- cz. p.o. mjr Piotr Iwaniec (27 lutego 2018 – 2 lipca 2018)
- ppłk Daniel Załuński (2 lipca 2018 – 16 lutego 2023)[6]
- cz. p.o. kpt. Agata Nizińska (16 lutego 2023 – obecnie)